# Batgirl
Batgirl – pseudonim kilku żeńskich bohaterek występujących w komiksach o Batmanie, a także posiadających własne serie.

## Historia
Pierwszą Batgirl była Barbara Gordon, przybrana córka komisarza Gordona. Została ona jednak postrzelona przez Jokera, w efekcie czego na stałe musiała korzystać z wózka inwalidzkiego. Tożsamość bohaterki na pewien czas przejęła Helena Bertinelli. Kolejną, trzecią już Batgirl była Cassandra Cain. Młoda bohaterka, po zniknięciu Bruce'a Wayne'a podczas wydarzeń komiksu "Final Crisis", oddała swoją rolę przyjaciółce Stephanie Brown (znanej wcześniej jako Spoiler).

## Moce i zdolności
Podobnie jak Batman, Batgirl nie posiadała żadnych nadnaturalnych umiejętności.